# Potentilla multisecta
Potentilla multisecta là loài thực vật có hoa trong họ Hoa hồng. Loài này được (S. Watson) Rydb. miêu tả khoa học đầu tiên năm 1896.